# Juan Agudelo
Juan Sebastián Agudelo (Manizales, 23 november 1992) is een Amerikaans-Colombiaans voetballer die bij voorkeur als aanvaller speelt. In 2015 tekende hij een contract bij New England Revolution. Zijn favoriete passeeractie was de acca in de hoek.

## Clubcarrière

### New York Red Bulls
Op achtjarige leeftijd kwam hij naar de Verenigde Staten.
Op 26 maart 2010 tekende Agudelo een profcontract bij New York Red Bulls. Daarvoor speelde hij ook in de jeugdacademie van de club. Echter ontving Agudelo ook een aanbieding van het Colombiaanse Millonarios. Agudelo vloog zelf naar Colombia en speelde mee met het het tweede elftal van de Colombiaanse topclub. Uiteindelijk verkoos Agudelo toch een carrière in de Major League Soccer. Hij debuteerde op 27 april 2010 in de US Open Cup tegen Philadelphia Union. Zijn debuut in de MLS had plaats op 9 oktober 2010 tegen Real Salt Lake. Op 19 maart 2011 maakte hij zijn eerste doelpunt voor New York Red Bulls tegen Seattle Sounders.
Op 16 november 2011 trainde Agudelo twee weken mee bij VfB Stuttgart. Op 1 december 2011 deed hij een gelijkaardige stage bij Liverpool.

### Chivas USA
Op 17 mei 2012 betrok New York Red Bulls Agudelo in een ruildeal met verdediger Heath Pearce. New York Red Bulls kreeg daarbovenop nog eens een transfersom. In november 2012 trainde Agudelo mee bij Celtic. Celtic-manager Neil Lennon zou geïnteresseerd zijn in de jonge aanvaller en zou een poging willen doen om hem proberen los te weken bij Chivas USA.

### New England Revolution
Agudelo werd op 7 mei 2013, na een mindere periode bij het toch al zo stroef draaiende Chivas USA, naar New England Revolution gestuurd. Hij scoorde zijn eerste doelpunt voor de 'Revs' in zijn debuut wedstrijd op 18 mei 2013.

### Europees avontuur
Op 14 januari 2014 werd bekend dat Agudelo transfervrij naar Stoke City zou gaan. Omdat hij niet in aanmerking zou komen voor een werkvergunning zou hij direct verhuurd worden aan FC Utrecht. Op 21 januari werd de verhuur tot het einde van het seizoen bevestigd. Op 25 januari 2014 maakte hij tegen Roda JC zijn debuut voor FC Utrecht. Zijn eerste doelpunt maakte hij op 6 februari tegen PEC Zwolle. Later werd bekend dat hij terugging naar Stoke City. In mei van 2014 werd een werkvergunning weer afgewezen waarna Stoke City zijn contract ontbond.

### Terugkeer naar New England
Op 29 januari 2015 keerde Agudelo terug naar de Major League Soccer waar hij weer bij New England Revolution kwam te spelen. Op 5 april 2015 maakte hij tegen Colorado Rapids zijn eerste doelpunt sinds zijn terugkeer bij New England.

## Interlandcarrière
Agudelo werd geboren in het Colombiaanse Manizales. Hij kwam uit voor verschillende Amerikaanse jeugdelftallen. Op 17 november 2010 maakte hij zijn debuut voor het Amerikaans voetbalelftal in een oefeninterland tegen Zuid-Afrika in Kaapstad. Hij scoorde het enige doelpunt van de wedstrijd door middel van een volley. Hij werd zo met 17 jaar en 359 dagen de jongste speler die ooit heeft gescoord in het shirt van het Amerikaans voetbalelftal sinds 1990. Op 26 maart 2011 scoorde hij de gelijkmaker in een oefeninterland tegen Argentinië (1-1).

### Interlandgoals
| Nr | Datum            | Plaats                                             | Tegenstander | Doelpunt | Resultaat | Competitie        |
| -- | ---------------- | -------------------------------------------------- | ------------ | -------- | --------- | ----------------- |
| 1. | 17 november 2010 | Groenpuntstadion, Kaapstad, Zuid-Afrika            | Zuid-Afrika  | 1–0      | 1–0       | Vriendschappelijk |
| 2. | 26 maart 2011    | MetLife Stadium, East Rutherford, Verenigde Staten | Argentinië   | 1–1      | 1–1       | Vriendschappelijk |
| 3. | 16 april 2015    | Alamodome, San Antonio, Verenigde Staten           | Mexico       | 2–0      | 2–0       | Vriendschappelijk |